# Literatura europea

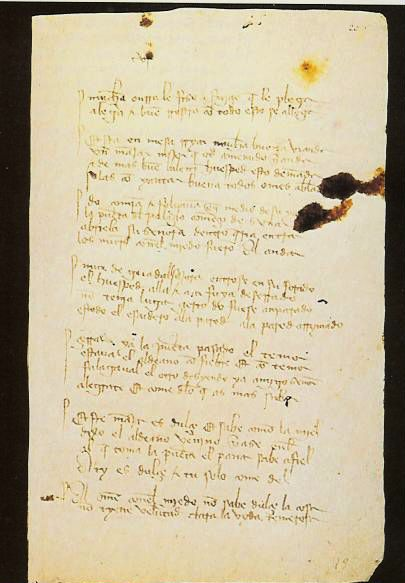
Página manuscrita del Libro de Buen Amor

El concepto de la literatura europea se aplica al conjunto de manifestaciones literarias de carácter plurilingüe, orales y escritas, producidas en el ámbito geográfico de los países europeos desde la desaparición del Imperio romano hasta la actualidad. De forma restrictiva delimita un ámbito literario específico dentro del marco más amplio de la «literatura occidental», sobre todo en lo que se refiere al desarrollo de esta última en los siglos XIX y XX, donde otras literaturas occidentales como la estadounidense o la hispanoamericana han tenido un desarrollo independiente. En otro sentido, ha de superponerse al de las literaturas nacionales europeas tanto en su vertiente nacional-estatal, del tipo «literatura belga» o «literatura irlandesa» como en su vertiente nacional-lingüística, del tipo «literatura inglesa» o  «literatura castellana».
«Literatura europea» delimita, por lo tanto, un ámbito cultural homogéneo, Europa, y un lapso cronológico amplio, siglos VI al XX, en los que esquemas de pensamiento, modelos, temas, formas e influencias mutuas se originan, desarrollan, modifican y desaparecen con una continuidad fácilmente perceptible y clasificable. La perspectiva de una «literatura europea», más allá de lenguas o de estados, como expresión del desarrollo colectivo de una cultura común, sin limitar los planteamientos anteriores, los unifica y generaliza y permite estudiarlos como un conjunto fuertemente cohesionado.

## Orígenes
El inicio de la literatura europea está ligado a un proceso histórico fundamental: la desaparición del Imperio romano, que dio como resultado la creación de diversos reinos germanos en la Europa suroccidental a lo largo de los siglos V y VI d. C.
La fragmentación del Imperio romano supuso el abandono definitivo de la cultura antigua y, por lo tanto, en el ámbito literario que nos ocupa, la ruptura con la tradición grecorromana. En la misma línea, la aparición de los estados «bárbaros» —visigodos, francos, sajones, lombardos…—, con tradiciones literarias poco desarrolladas potenció junto con la fragmentación lingüística de la Romania, la decadencia intelectual del Occidente europeo. Solo la pervivencia de la Iglesia Romana funcionó como gozne entre el final del mundo antiguo y el inicio de la Edad Media, sobre todo porque, al ser el latín la lengua de la Iglesia, la lengua de Roma seguirá siendo un elemento unificador para la primera literatura que podemos llamar europea. Obras como las Etimologías de San Isidoro, escritas en la Hispania visigoda o los poemas religiosos de Venancio Fortunato, procedentes de la Galia franca, fueron leídos y difundidos por toda Europa durante esos siglos oscuros. Sin embargo, precisamente esta preeminencia del elemento religioso cristiano dentro de la cultura literaria de la Alta Edad Media, marcó una diferencia sustancial en la literatura medieval europea en relación con la literatura clásica del Imperio romano.

## Desarrollo

### Etapa constitutiva

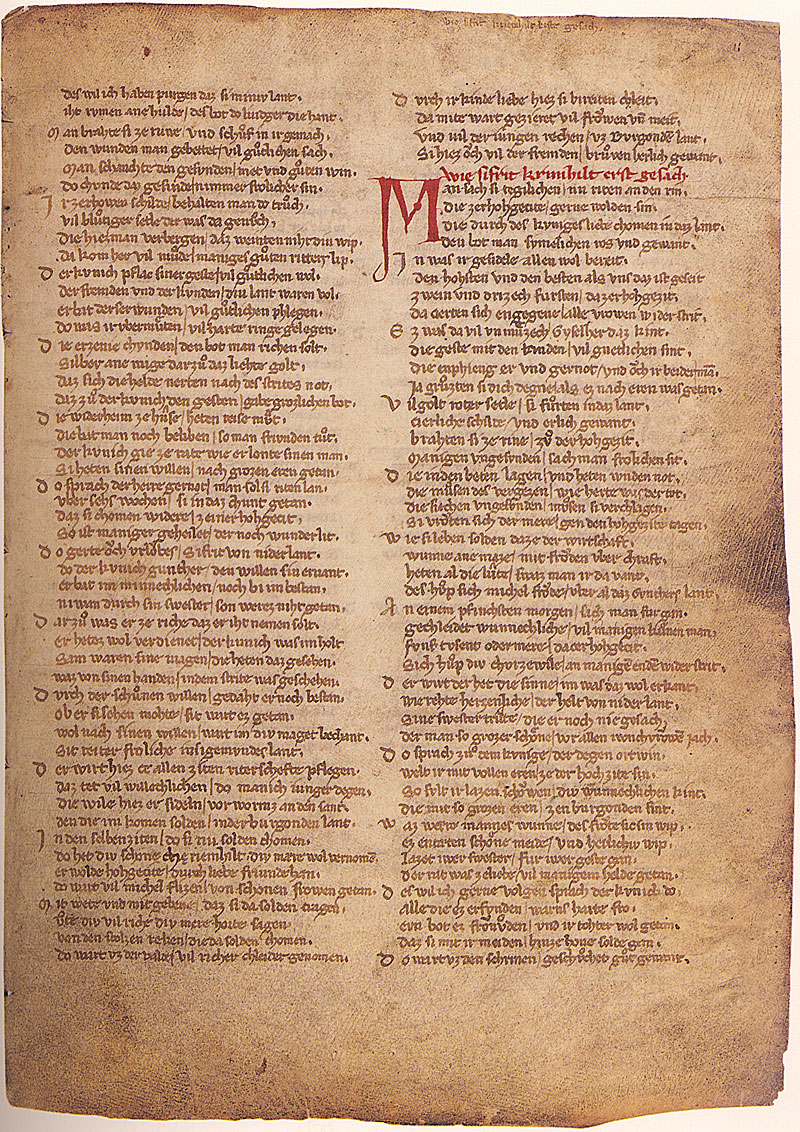
Página manuscrita del Cantar de los Nibelungos

La Edad Media literaria en Europa se caracterizó por la convivencia de una literatura latina común, que recogió la mayor parte de la literatura culta, con una serie de literaturas vernáculas de ámbito más local, ligadas en origen a la oralidad pero que ya en la Baja Edad Media se convirtieron también en vehículos de cultura escrita.
En la Alta Edad Media la latinidad se había refugiado en la bibliotecas monacales. Ya hemos mencionado la Etimologías de San Isidoro y el mismo origen tienen obras de tanta difusión europea como el Liber Sancti Iacobi. Con la aparición de las Universidades a principios del siglo XIII, concebidas desde el inicio como establecimientos educativos bajo la supervisión del papado en Inglaterra (Oxford), Castilla (Salamanca), Francia (París) e Italia (Bolonia) pero también, posteriormente, en Polonia (Cracovia) o Suecia (Upsala), el desarrollo del pensamiento abstracto europeo quedó ligado durante siglos al latín de los Estudios. Pero también encontramos manifestaciones literarias latinas medievales en otros géneros como la lírica (poesía goliardesca), la historia más o menos legendaria (Historia Regum Britanniae de Geoffrey de Monmouth) o el teatro para la lectura (Hroswitha de Gandersheim).
Pero a partir del siglo XI comienza a generalizarse en Europa la literatura en lenguas vernáculas, relacionadas inicialmente con la lírica oral popular (jarchas mozárabes, chansons de toile…) y, sobre todo, con las distintas tradiciones épicas germanas (Beowulf sajón, Chanson de Roland francesa, Hildebrandslied ostrogodo o eslavas (Cantar de Igor ruso). En este ámbito tienen especial valor las sagas medievales escandinavas, que llegaron a alcanzar en su limitado ámbito de difusión un alto nivel de desarrollo literario (Snorri Sturluson) que, sin embargo, quedó truncado tras la incorporación de esos países a la historia general de la cultura europea.
Ya en el siglo XIII estas dos líneas de creación literaria, en principio independientes, dieron lugar al desarrollo de los primeros géneros literarios cultos en lengua romance, en donde una lengua poética considerada especialmente apta para la expresión literaria era utilizada con un prestigio cultural casi similar al latín. Ese fue el caso inicialmente del provenzal (Guillermo de Aquitania) para la lírica o del francés para la narración épica (Chrétien de Troyes). A partir de aquí se estandarizaron en toda Europa modelos de expresión cultos para la lírica amorosa (cantigas de amor galaicoportuguesas, stilnovistas italianos, minnesänger alemanes…) y para la narración de aventuras en verso y en prosa (cantares de gesta, Nibelungenlied, ciclo artúrico…)
Mención aparte merece la literatura bizantina, en griego, única que mantuvo su propia tradición literaria sin rupturas significativas y, por lo tanto, no se vio sometida a la crisis que dio origen a la literatura europea. Se trata de una literatura compacta e independiente pero a la vez aislada, lo cual hizo que se viera truncada definitivamente con la desaparición del Imperio bizantino en 1453.

### Etapa clásica

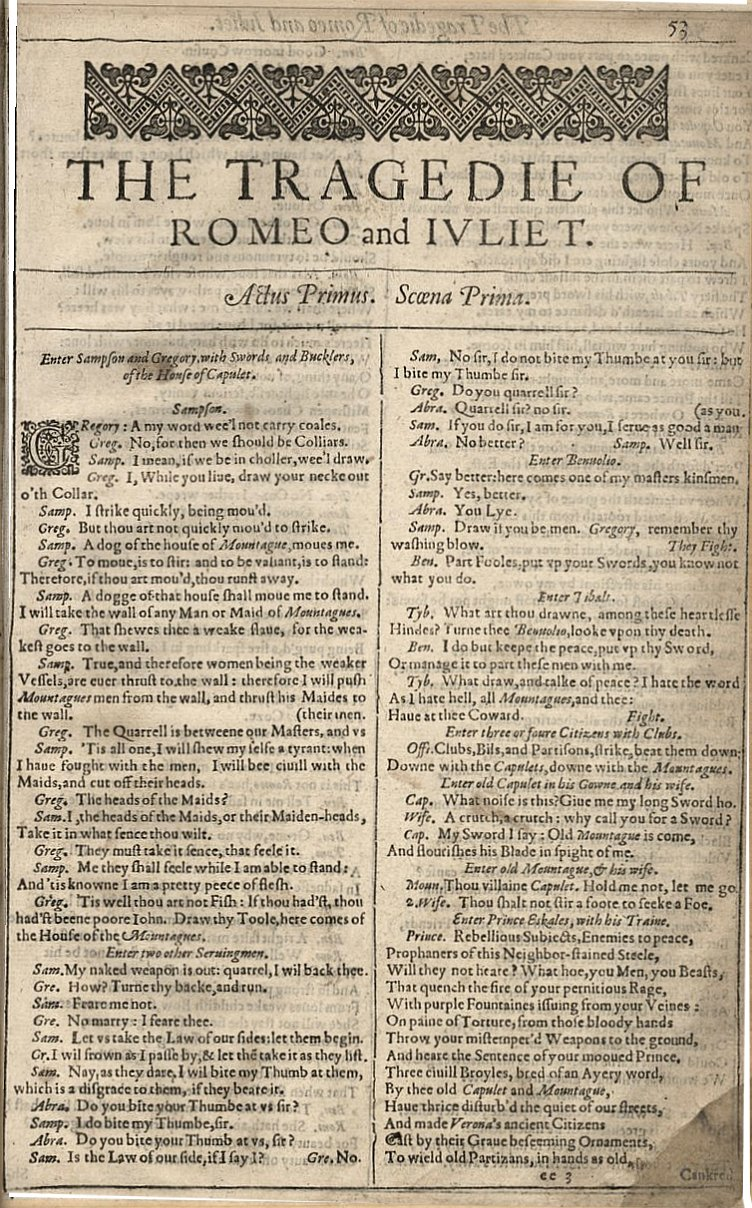
Primera edición de Romeo y Julieta, de Shakespeare.

A partir del siglo XV y tomando como punto de referencia modelos literarios italianos, se extendió por Europa una concepción nueva de la literatura basada en la idea de que el verdadero prestigio cultural solo podía ser otorgado por el respeto a las normas de la cultura grecolatina antigua. A esta época se le conoce como Renacimiento y a partir de él, frutos directos de su evolución en el tiempo, surgieron el Barroco y el Neoclasicismo.
El Renacimiento se originó en la península itálica en torno al siglo XV gracias a la labor de los humanistas que, en su empeño por recuperar el esplendor del Imperio romano rescataron sobre todo la lengua y las artes, entre ellas la literatura, de la Antigüedad. Tuvieron un papel especial en este campo tres escritores italianos: Dante, Petrarca y Boccaccio que mientras con sus obras latinas se convertían en paradigmas de escritores cultos —De vulgari eloquentia, África y Genealogía deorum, respectivamente—, con sus obras en lengua romance sentaron las bases de la literatura culta europea de los siglos siguientes en el campo de la épica —Divina Comedia de Dante—, la lírica —Vita nuova de Dante y Canzoniere de Petrarca— y la narrativa — Decamerón de Boccaccio. Estos modelos literarios se extendieron por Europa a lo largo del siglo XV –Laberinto de Fortuna de Juan de Mena en Castilla sobre el modelo de la Divina Comedia, Canterbury Tales de Chaucer en Inglaterra sobre el de Boccaccio- y se generalizaron en el XVI, sobre todo con el triunfo absoluto de la lírica de origen petrarquista: Garcilaso en España, Ronsard en Francia, Sidney en Inglaterra, Camôes en Portugal…
Otros dos géneros, sin embargo, la narrativa y el teatro, desarrollaron modelos originales al margen e incluso enfrentados a la tradición clásica. Así, en los siglos XVI y XVII nos encontramos con narraciones en prosa tan inclasificables como el Gargantúa de Rabelais o, sobre todo, el Quijote de Cervantes, que se convertirían posteriormente en el germen de la novela europea moderna. Por lo que al teatro respecta, la recuperación de los modelos antiguos fue lenta y poco fructífera en un primer momento, imponiéndose entretanto esquemas dramáticos desarrollados a partir del teatro popular medieval como la Commedia dell´arte italiana y, más significativamente, los teatros nacionales inglés (Shakespeare) y español (Lope de Vega), de gran éxito en sus regiones de origen pero cuyas soluciones dramáticas solo se generalizarían en Europa siglos más tarde.
En el siglo XVII el Barroco impuso una mayor complejidad en las formas y un cambio de perspectiva sobre determinados temas renacentistas pero no modificó su punto de partida original, referido a la excelencia de la cultura antigua como modelo a seguir. El Neoclasicismo, a su vez, iniciado en Francia en el siglo XVII y generalizado en toda Europa en el XVIII, insistió más aún en esa concepción vicaria de la literatura europea en relación con la grecolatina. Especial importancia tuvo esta dependencia en el ámbito del teatro: los modelos impuestos en Francia por el teatro de Racine y de Molière se expandieron durante todo el siglo siguiente modelando desde el teatro italiano de amplia tradición anterior (Goldoni) hasta los orígenes del teatro ruso (Lomonosov).
Por lo que a la literatura de pensamiento se refiere, el latín siguió siendo la lengua de referencia y la Universidad el ámbito de producción por excelencia. Desde el polaco Copérnico en Cracovia (De Revolutionibus Orbium Coelestium, 1543), hasta el inglés Newton en Cambridge (Principia mathematica, 1687), toda la nueva ciencia europea se desarrolló de acuerdo con esos patrones comunes, aunque también debe anotarse aquí que la publicación del Diálogo de Galileo en italiano en 1632 abrió las puertas de la literatura científica a las lenguas vernáculas. De ahí la importancia de la aparición de los Essais de Montaigne en 1580, que ofrecieron el modelo europeo para una literatura de expresión libre del pensamiento personal que, aunque no se desarrolló hasta varias décadas después, sigue siendo uno de los géneros fundamentales e identificativos de la literatura europea.

### Etapa disolvente
A principios del siglo XIX, durante las Guerras Napoleónicas, se generalizó en Europa un deseo de renovación social, artística y específicamente literaria cuya plasmación más evidente fue el desarrollo de una gran cantidad de literaturas «nacionales» en lenguas hasta entonces de escaso prestigio cultural y circunscritas al ámbito del folclore local. Así, con diferentes logros pero un mismo denominador común, se van a desarrollar las literaturas rusa, húngara, danesa, polaca, finesa… En todas ellas los modelos se repiten, dando lugar al movimiento literario conocido como Romanticismo: la lírica, siguiendo el modelo de Lord Byron, se centra en la expresión egolátrica de los sentimiento personales, a lo que se añade la exacerbación de los sentimientos patrióticos; la narrativa busca, a la manera de Walter Scott, la reconstrucción del pasado glorioso de la propia nación, y el teatro, siguiendo a Victor Hugo, recupera las propuestas anticlasicistas de los teatros inglés y español del siglo XVII. Por otra parte, las influencias mutuas entre las distintas regiones europeas se multiplican: Si la figura de Pushkin, en Rusia, no sería comprensible sin la existencia previa de Lord Byron, a finales del siglo XIX, autores rusos como Tolstoi fijarán las pautas para una renovación de la novela europea que tendrán influencia en toda Europa. Igualmente, el teatro escandinavo (Ibsen y Strindberg) va a ser el principal reformador de la escena europea a principios del siglo XX. Por ello, en la segunda mitad del siglo siguen sucediéndose movimientos literarios globales tanto en la novela (Realismo de Balzac, Galdós o Dostoievski) como en la lírica, aunque con nombres diferentes según el ámbito lingüístico de redacción: Simbolismo francés, Modernismo hispano, Prerrafaelitas ingleses.

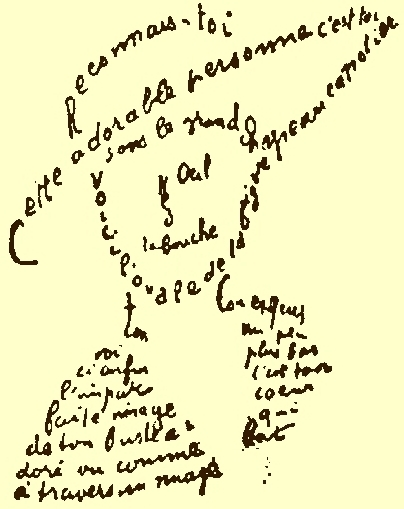
Caligrama.

En cualquier caso, la principal consecuencia del movimiento romántico para la evolución de la literatura europea fue la pérdida definitiva del prestigio de los modelos grecolatinos. Esto favoreció una mayor grado de libertad creativa, objetivo principal de los románticos, pero también el descrédito de los que habían sido los principales referentes de la literatura europea durante más de diez siglos. De ahí que el último gran momento cultural propiamente europeo fueran las Vanguardias a principios del siglo XX. Así, las Vanguardias deben ser entendidas como el punto de llegada de ese proceso de desvinculación de los orígenes y de predicación de la libertad absoluta que se había iniciado con el Romanticismo. También pueden considerarse como el canto del cisne de la cultura europea: la última y la más importante de sus aportaciones a la cultura mundial en la época contemporánea, justo antes de la destrucción de Europa en las dos Guerras Mundiales. Las Vanguardias, por otra parte, presentan el modelo perfecto de movimiento literario europeo: autores de todas las regiones de Europa (Maiakovski ruso, Marinetti italiano, Joyce irlandés, Breton francés, Tzara rumano…) que comparten proyectos culturales más allá de su lengua de expresión y de las tradiciones puntuales de sus países de origen. E igualmente, un lugar de origen para los conceptos creativos (París), que se difunden rápidamente a los más alejados centros de creación artística europea.

## La situación actual
El estallido de la Primera Guerra Mundial marcó el inicio del fin de la situación de privilegio que Europa había tenido en el mundo desde el siglo XVI. A su vez, la gran catástrofe humanitaria que supuso la Segunda Guerra Mundial, junto con la debacle moral causada por los triunfos del fascismo y del comunismo en casi toda Europa provocaron el fin de la continuidad cultural europea y, por lo tanto, de su expresión literaria. De hecho, a lo largo del siglo XX solo el existencialismo francés o el realismo soviético tuvieron una mínima amplitud literaria, si bien limitada a los países de la órbita capitalista o comunista, respectivamente, durante un espacio de tiempo inusualmente breve. En realidad, a lo largo de la segunda mitad del siglo la cultura popular anglosajona, principalmente estadounidense, ha ido ocupando todo el espacio cultural de Occidente, convirtiendo a Europa en una especie de apéndice relativamente marginal de su cultura. Así, la lírica popular vinculada a las canciones comerciales, el desarrollo de la «prosa espontánea» de la Generación Beat y hasta el triunfo del teatro musical en las últimas décadas del siglo XX en Europa son importaciones literarias cuyo epicentro se halla fuera de nuestro continente, en Nueva York o California.
A principios del siglo XXI no hay ninguna razón para pensar que este esquema cultural vaya a cambiar. Por un lado la debilidad política de la Unión Europea, mayor aún si cabe en el ámbito cultural donde, por ejemplo, aún no se ha comenzado siquiera a dar los primeros pasos para la redacción de una historia de la literatura europea, y el cada vez mayor peso en todos los órdenes de la lengua inglesa, vehículo básico de la cultura estadounidense, permiten suponer que cada vez será más difícil que algún día Europa pueda volver a desarrollar algún movimiento cultural —y por lo tanto literario— propio.

## Grandes autores y obras

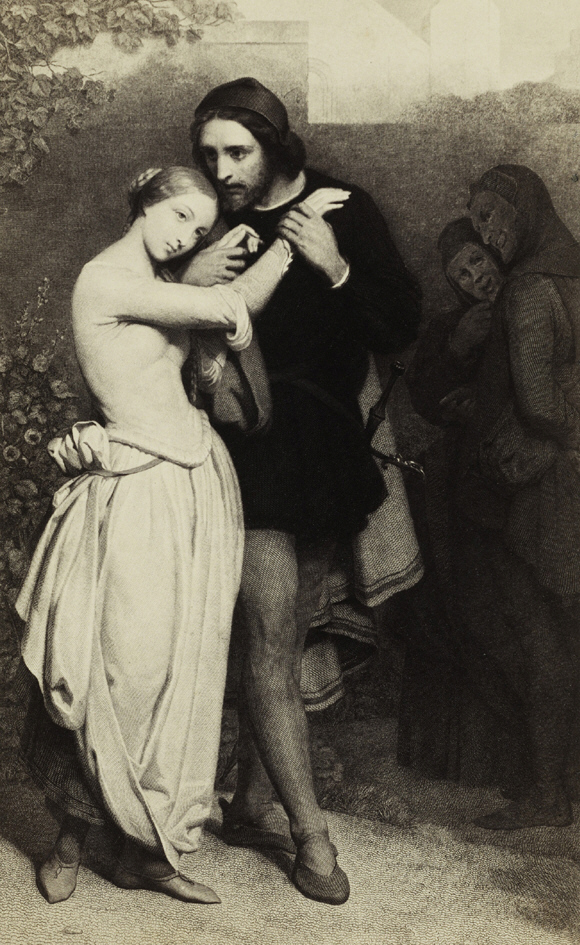
Recreación de una escena del Fausto de Goethe.

### Etapa constitutiva
- San Isidoro, Etimologías
- Poesía goliárdica
- Guillermo de Aquitania
- Chrétien de Troyes, Perceval o el cuento del Grial
- Cantar de los nibelungos
- Beowulf
- Chanson de Roland
- Walther von der Vogelweide
- Snorri Sturluson, Edda
- Cantar de mio Cid
- Don Juan Manuel, El conde Lucanor
- Juan Ruiz, Libro de buen amor
- Dante Alighieri, La divina comedia

### Etapa clásica
- Francesco Petrarca, Cancionero
- Giovanni Boccaccio, Decamerón
- Geoffrey Chaucer, Los cuentos de Canterbury
- Fernando de Rojas, La Celestina
- Garcilaso de la Vega. Églogas, canciones, sonetos.
- Pierre de Ronsard, La Francíada
- Michel de Montaigne, Essais
- William Shakespeare, El rey Lear
- Miguel de Cervantes, Don Quijote de la Mancha
- Lope de Vega, Fuenteovejuna
- Calderón de la Barca, La vida es sueño
- Baltasar Gracián, El Criticón
- Tirso de Molina, "El burlador de Sevilla y convidado de piedra
- Johann Wolfgang von Goethe, Fausto
- Molière, El avaro
- Jean Racine, Fedra

### Etapa disolvente
- Lord Byron, Las peregrinaciones de Childe Harold
- Víctor Hugo, Hernani
- Charles Dickens, "Oliver Twist"
- Aleksandr Pushkin, Eugenio Oneguin
- Ján Kollár, Slávy dcera (La hija de Sláva)
- Adam Mickiewicz, Pan Tadeusz (El señor Tadeus)
- Sándor Petöfi, Janos el héroe
- Honoré de Balzac, La comedia humana
- Lev Tolstoi, Guerra y paz
- Fedor Dostoievski, Los hermanos Karamázov
- Benito Pérez Galdós, Fortunata y Jacinta
- Apollinaire, Calligrames
- Fernando Pessoa, Odas de Ricardo Reis
- James Joyce, Ulysses